# Вольф Ерльбрух
Вольф Ерльбрух (нім. Wolf Erlbruch; 30 червня 1948, Вупперталь, Німеччина — 11 грудня 2022) — німецький ілюстратор і дитячий письменник. У своїх книгах він поєднує різні творчі приймання, включаючи вирізання і вставки, малюнки й живопис. Його стиль іноді сюрреалістичний і часто імітується як в Німеччині так і поза її межами. Деякі з його книг піднімають складні теми, такі як смерть і сенс життя. Вони завоювали багато нагород, включно з Премією дитячої літератури Німеччини в 1993 і 2003 роках.
За свій «тривалий внесок» як дитячий ілюстратор Ерльбрух отримав медаль Ганса Крістіана Андерсена у 2006 році. У 2017 році він був першим німцем, що завоював важливу меморіальну нагороду Астрід Ліндгрен

## Біографія

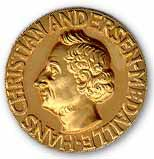
Золота медаль премії Ганса Андерсона.

Ерльбрух народився у Вупперталі, Північний Рейн-Вестфалія. У 1967—1974 роках навчався графічного дизайну в у коледжі дизайну при Фолькванґ-університеті мистецтв в Ессені. З 1974 отримав визнання працюючи ілюстратором в рекламній індустрії. Упродовж 1990‒1997 років викладав мистецтво ілюстрації в Дюссельдорфському університеті прикладних наук, з 1997 по 2009 роки ‒ професор кафедри архітектури та дизайнерського мистецтва Університету міста Вупперталь; з 2009 по 2011 роки професор Вольф Ерльбрух викладав мистецтво ілюстрації у своїй alma mater ‒ Фолькванґ-університеті міста Ессен.
Працював ілюстратором для таких журналів, як «Штерн» і «Есквайр». Його перша робота як ілюстратора дитячих книг з'явилася в 1985 році, коли видавець «Вупперталь» Пітер Хаммер, запропонував йому проілюструвати книгу «Орел, який не хотів літати» Джеймса Агрея. Син Ерльбруха Леонард тільки що народився, і Ерльбрух хотів, щоб він міг сказати: «Дивіться, мій тато створив дитячу книгу». Відколи він проілюстрував і написав багато книг, і став професором ілюстрації в університеті Вупперталя

## Критика
Ерльбрух підіймає багато тем для дорослих у дитячих книгах. Деякі його книги мають автобіографічні нотатки, такі як його Леонард («чудова ексцентрична казка», книга, частково натхненна його тодішньому шестирічному синові Леонарду (який тепер сам є ілюстратором, про хлопчика, який долає свій страх перед собаками, сам ставши собакою. Багато персонажів у його книгах, таких як Кріт із «Про малого крота, який хотів дізнатися, хто наклав йому на голову», мають маленькі круглі чорні окуляри, такі як сам Ерлбрух. Він отримав похвалу за оригінальну і сюрреалістичну якість його роботи. «Des images secrètes et riches de sens caché». Le Monde). За словами Сільке Шнеттлера, що пише в німецькій газеті Die Welt, «стиль Ерльбруха», головні герої якого перекошені й іноді непропорційні, але з усім тим, реально впізнавані, став широко імітуватися всередині й за межами Німеччини.
Смерть — це повторювана тема в книгах Ерльбруха. Качка, Смерть і Тюльпан (2008) представляє качку, яка стає друзями зі смертю, і в «Рай для маленького ведмедика» ведмедик намагається знайти свого недавно померлого діда в ведмежому раї.
Мораль його історій, полягає в тому, що люди повинні дивитися на себе на відстані й приймати навіть те, що не є таким красивим в собі, але що є особливим.

## Ілюстрації
Багато з ілюстрацій Erlbruch зроблені з використанням змішаних медіа та колажів. Для історії «Про малого крота, який хотів дізнатися, хто наклав йому на голову», наприклад, він намалював героїв на коричневому обгортковому папері й приклеював їх на білому папері.

### Критика
«Ґардіан» називає Качка, Смерть і Тюльпан, про качку, за якою слідує смерть, і як вони стають друзями «видатною книгою»: "Є щось нескінченно ніжне в тому, як смерть поправляє качці пір'я що стирчать на місце, піднімає її тіло і обережно кладе його на річці, спостерігаючи, як вона віддаляється в далечінь.

## Нагороди
Дворічна премія Ганса Крістіана Андерсена, присуджена Міжнародною радою з книг для молодих людей, є найвищим визнанням, доступним письменнику або ілюстратору дитячих книг. Ерлуб отримав нагороду у 2006 році.
У 2003 році він отримав Гютенберзьку премію міста Лейпцига за внесок у книжкове мистецтво, культурну нагороду свого рідного міста Вупперталь, а також спеціальний Deutscher Jugendliteraturpreis за його роботу як ілюстратора.
2017 року став перши німцем лауреатом Міжнародної премії пам'яті Астрід Лінґрен.

### Інші нагороди
- Deutscher Jugendliteraturpreis for picture book 1993, Das Bärenwunder
- Zilveren Griffel 1998, Mrs. Meyer the Bird
- Zilveren Griffel 1999, Leonard
- Troisdorfer Bilderbuchpreis 2000, Das Neue ABC-Buch
- Bologna Ragazzi Award 2000, Das Neue ABC-Buch
- Deutscher Jugendliteraturpreis 2003, special award for illustrations
- Vonder Heydt Award, Wuppertal, 2003
- Bologna Ragazzi Award 2004, The Big Question

### Письменник
- Erlbruch, Wolf (1991). Leonard. Wuppertal: Peter Hammer Verlag.
- Erlbruch, Wolf (1992). Das Bärenwunder. Wuppertal: Peter Hammer Verlag.
- Erlbruch, Wolf (1997). Mrs. Meyer the Bird. Orchard. ISBN 978-0-531-30017-6.
- Erlbruch, Wolf (1999). Nachts. Wuppertal: Peter Hammer Verlag. ISBN 978-3-87294-834-2. Translated into Dutch, Norwegian.
- Moritz, Karl Philipp; Wolf Erlbruch (2001). Das Neue ABC-Buch. Kunstmann.
- Erlbruch, Wolf (2005). The Big Question. Europa. ISBN 978-1-933372-03-7.
- Erlbruch, Wolf (2006). The Miracle of the Bears. Michael Reynolds (trans.). Europa. ISBN 978-1-933372-21-1.
- Erlbruch, Wolf (2008). Duck, Death and the Tulip. Gecko. ISBN 978-1-877467-17-2.

### Ілюстратор
- Dayre, Valérie (1996). Die Menschenfresserin. Peter Hammer Verlag.
- Belli, Gioconda (2006). The Butterfly Workshop. Europa. ISBN 978-1-933372-12-9.
- Chidgey, Catherine (2009). The Fearsome Five. Gecko. ISBN 978-1-877467-23-3.
- Holzwarth, Werner (2001). The Story of the Little Mole Who Went in Search of Whodunit. Chrysalis. ISBN 978-1-85602-440-2.
- Verroen, Dolf (2003). Ein Himmel für den kleinen Bären. Hanser. ISBN 978-3-446-20294-8. Translated into Dutch.
- Hopkins, Lee Bennett (2005). Oh, No! Where Are My Pants? and Other Disasters: Poems. HarperCollins. ISBN 978-0-688-17860-4.
- Moeyaert, Bart (2003). De Schepping. Querido. ISBN 90-451-0045-2. Translated into German, French, Korean, Portuguese, Polish, Spanish, Italian
- Moeyaert, Bart (2010). Het Paradijs. Querido. ISBN 9789045111124. Translated into Spanish
- Moeyaert, Bart (2006). Olek schoot een beer. Querido. ISBN 90-451-0330-3. Translated into German, French, Korean, Spanish
- Lavie, Oren (2014). Der Bär, der nicht da war. Kunstmann. ISBN 38-889-7970-6.

## Українські переклади
- 2017: «Про малого крота, який хотів дізнатися, хто наклав йому на голову» переклад Олександри Григоренко (видавництво «Чорні вівці»[22])
- 2017: «Леонард» переклад Олександри Григоренко (видавництво «Чорні вівці»[23])
- 2017: «Ведмеже диво» переклад Олександри Григоренко (видавництво «Чорні вівці»[24])
- 2018: «Двоє закоханих» переклад Олександри Григоренко (видавництво «Чорні вівці»[25])